# Căn cứ không quân Tân Sơn Nhứt
Căn cứ không quân Tân Sơn Nhứt là sân bay dân sự và là căn cứ không quân của Không lực Hoa Kỳ và Không lực Việt Nam Cộng Hòa trong thời kỳ Chiến tranh Việt Nam. Căn cứ không quân này được Pháp xây dựng năm 1920 với đường băng bằng đất phục vụ chủ yếu cho mục đích quân sự. Trong thời kỳ Chiến tranh Việt Nam, quân đội Hoa Kỳ đã đầu tư nâng cấp để phục vụ cho chiến tranh. Sau 1975, đây là sân bay dân sự và quân sự hỗn hợp với tên gọi là Cảng Hàng Không Quốc Tế Tân Sơn Nhất

## Bố phòng của Mỹ và Việt Nam Cộng hòa

Toán nữ quân nhân thuộc Không lực Việt Nam Cộng hòa với Đại úy Không quân Mỹ Mary A. Marsh, ảnh chụp năm 1968.

Sân bay Tân Sơn Nhứt rộng gần 2.000 ha, được sử dụng cho cả mục đích quân sự lẫn dân sự, có tính chiến lược cực kỳ quan trọng. Khu vực quân sự gồm nhiều đường băng cho đủ loại máy bay quân sự, trong đó, riêng số lượng nhà chứa máy bay nổi trên mặt đất đã có 400 đến 500 máy bay.Trong sân bay, có hàng chục kho bom, đạn đủ cỡ được trang bị kỹ thuật hiện đại. Khu nhà ở phía nam sân bay là nơi làm việc của Bộ Tư lệnh Không quân Mỹ thứ 7, Bộ Tư lệnh quân viễn chinh Mỹ và nhà Đại tướng Westmoreland - Tư lệnh quân đội Mỹ ở miền Nam Việt Nam và Bộ Tư lệnh Không quân Sài Gòn cùng nhà riêng của Nguyễn Cao Kỳ - Tư lệnh Không quân.
Khu vực quân sự được bảo vệ với 22 lớp rào kẽm gai kiểu Mỹ, từ rào đơn, rào kép, rào bùng nhùng, mắt cáo...Giữa các loại rào là đủ các loại mìn, hệ thống chiếu sáng nằm ẩn trong các đám cỏ dại và cây mắc cỡ đầy gai. Đây là những bãi mìn “gài chết” mà Mỹ và Việt Nam Cộng hòa đã nghiên cứu rất công phu để chống đặc công của Quân Giải phóng xâm nhập, nhất là ở các mục tiêu xung yếu. Bên ngoài các vòng rào, một hệ thống đường nhựa giáp vòng cho xe cơ giới tuần tra, tuần bộ, chó berger, ngỗng cảnh giới. Phía bên trong là những tuyến lô cốt, tháp canh dày đặc ken nhau được trang bị từ đại liên đến đại bác và những đèn pha cao áp cực mạnh chiếu sáng quét ra xa tới gần 3.000 mét. Bên trong được ngăn cách nhau bằng 3 lớp rào và những hào sâu 1 mét, rộng 8 mét. Trên những đường nhựa ngang dọc trong chu vi sân bay, cứ 15 phút lại có một tốp xe chở lính tuần tiễu chạy qua.